# Budník
Budník je dřevěná budka, která se používá jako umělá nora nebo hnízdo při chovu některých zvířat. Slouží jako úkryt a místo pro vyvedení mláďat. Většinou má malý otvor, který umožňuje snadný přístup dospělým zvířatům a zároveň chrání mláďata uvnitř tak, aby nemohla budník opustit nebo z něj vypadnout. Budník může být zapuštěn do terénu, nebo zavěšen ve výšce.
Budník je vyroben nejčastěji ze dřeva. Může být použitý i jiný vhodný dobře tepelně izolační a zdravotně nezávadný materiál.
Budník se používá především pro chov kožešinových zvířat např. norků, lišek, činčil nebo nutrií, někdy bývá tímto termínem označován i holubník.